# Чепик, Георгий Степанович
Георгий Степанович Чепик (Светланов) (25 января 1943 г., Брест, БССР - 3 января 2021 г., Санкт-Петербург) — прозаик, публицист, журналист, член Союза журналистов Санкт-Петербурга и Ленинградской области, Действительный член Русского географического общества (Полярная Комиссия, 2000), член Международной ассоциации баталистов и маринистов, член Союза писателей России.

## Биография
Георгий Чепик родился в семье интеллигентов. Отец – Чепик Степан Сергеевич, белорус, инженер, выпускник Гомельского лесотехнического института,  член Союза журналистов СССР, участник Великой Отечественной войны. Мать  – Софья Васильевна Козелецкая, полька, преподаватель немецкого языка, выпускница Польской государственной гуманитарной гимназии им. Марии Родзевич.
Большое влияние на формирование мировоззрения Г.С. Чепика оказали родители, а также заслуженная учительница БССР, директор Борисовской  начальной школы (деревня Магдалин, Брестская область) Вера Львовна Филютович и заслуженная учительница России, учитель русского языка и литературы Братской средней школы № 1 (Иркутская область) Гера Васильевна Скопинцева (Селезнёва).
Окончил Иркутский Государственный медицинский институт (ИГМИ, 1967), Высшие академические курсы при ВМА им. С.М. Кирова (1978). Вечерний университет марксизма-ленинизма при Политотделe Владимиро-Ольгинского гарнизона.
Состоял на действительной военной службе в ВМФ СССР (1967 – 1992). Уволен в запас в звании «подполковник медицинской службы». Последняя должность на флоте – флагманский врач 45-й Бригады кораблей охраны водного района Приморской флотилии Краснознаменного Тихоокеанского флота.
Участник Арктических экспедиций особого назначения (АЭОН) по Северному Ледовитому океану (1968, 1969, 1972, 1975).
В Кингисеппе жил с 1992 по 1998 г. Служил в Кингисеппской таможне на должности пресс-атташе. Создал в таможне нештатный медицинский кабинет. Активно сотрудничал с газетой «Время», публикуя статьи и рассказы, а также материалы, освещающие деятельность Кингисеппской таможни. Совместно с поэтом Сергеем Смирновым создал в Кингисеппе творческую студию «Ямбуржецъ».
Состоял в ВЛКСМ с 1957 по 1970 год, в КПСС с 1972 по 1992 год, вступил в ряды КПРФ в 2005 году.
Хирург-стоматолог высшей категории. В настоящее время работает врачом-специалистом в клинике кафедры челюстно-лицевой хирургии и хирургической стоматологии ВМедА им. С.М. Кирова.
Совместно с женой и другом ассистентом кафедры физиотерапии Военно-медицинской академии им. С.М. Кирова кандидатом медицинских наук Т.Н. Карповой-Чепик плодотворно работает в области истории отечественной военной медицины дореволюционного периода. Опубликовано более 40 научных работ в сборниках научно-практических конференций, проходивших в Москве, Санкт-Петербурге, Минске, Севастополе, Североморске, Великом Новгороде и Кронштадте.
Провёл большую работу по открытию на кафедре челюстно-лицевой хирургии и хирургической стоматологии Военно-медицинской академии (ВМедА) им. С.М. Кирова «Исторического кабинета», за что награждён приказом начальника ВМедА, генерал-майора медицинской службы, профессором А.Н. Бельских Грамотой и Нагрудным знаком академии.
Книги Г.С.Чепика, включая монографию «Военная стоматология Российской империи» приняты на хранение в Президентскую библиотеку им. Б.Н. Ельцина, а также хранятся в Российской государственной библиотеке (Москва), Российской национальной библиотеке (СПб), Санкт-Петербургском филиале Российской академии наук, Пушкинском Доме, библиотеке Санкт-Петербургского университета, Национальной библиотеке Беларуси (Минск), кроме того, в городах Гомеле, Бресте, Кобрине, в Борисовской начальной школе (Кобринский район, дер.Магдалин), а также во многих научных и городских библиотеках России.
Член Союза журналистов Санкт-Петербурга и Ленинградской области, Действительный член Русского географического общества, член Международной ассоциации баталистов и маринистов, член Союза писателей России.

## Творчество
Первое стихотворение написал в 3-м классе и прочитал его директору начальной школы заслуженному учителю БССР Вере Львовне Филютович. Первое печатное произведение – поэма «Зрелость» («Заря коммунизма», № 78 [206], 1964, Братск). Активно участвовал в работе газеты ИГМИ «Медик», в течение всей учебы в институте был редактором стенной газеты «Стоматолог». В 1965 г. был награждён «Похвальным листом»  Октябрьским РК ВЛКСМ г. Иркутска за работу в институтской прессе. Первые очерки «Почему море солёное», «Через восемь морей и два океана» были опубликованы в газетах «Красное Знамя» (Братск), «Братский целлюлозник» и «Советская молодежь» (Иркутск) в 1968-1969 гг.
Во время службы в ВМФ печатался в газетах «Заветы Ленина» (п. Ольга, Приморский край), «Боевая вахта» (Владивосток), «Медик» (Иркутск), «Братский целлюлозник», «Красное Знамя» (Братск), опубликовал очерк о герое Советского Союза Марии Цукановой в журнале «Медицинская сестра» и газете «Советская Хакассия». Первая книга «Часовой Принаровья» (Краткий исторический очерк) о создании и работе Кингисеппской таможни вышла в С.-Петербурге в 1996 г. (научные редакторы: доцент А.В. Аграшенков, доцент В.В. Шумилов, редактор член Союза писателей России В.А. Петруничев).

## Награды
Награждён 11 медалями СССР (включая общественные организации), двумя медалями России, жетоном «За дальний поход», знаком «Отличнику здравоохранения СССР».
В 2011 году награждён ЦК КПРФ медалью «100 лет со дня рождения Мусы Джалиля» за трилогию о жизни и службе советских военных моряков; Дипломом с вручением медали «55 лет Московской городской организации Союза писателей России» за верное служение отечественной литературе. Дипломант Всероссийской литературной премии им. А.К. Толстого. Награждён дипломом  им.М.Ю.Лермонтова "Недаром помнит вся Россия" с вручением медали "М.Ю.Лермонтов. 1814-1841"(Московская городская организация Союза писателей России).
Внесён в литературные справочники: «Литературный Кингисепп» (2005); Биобиблиографический справочник Союза писателей России Санкт-Петербургское отделение (2006, 2011); Биографический словарь «Знаменитые люди Санкт-Петербурга», том V, из-во «Аврора-Дизайн», СПб, 2007; Энциклопедический словарь «Литературный Санкт-Петербург. XX век», т. 3. 2015.

## Произведения
- Часовой Принаровья. СПб, 1996;
- Истоки. Куда же деваться славянам? (в соавторстве с В.А. Петруничевым), Кингисепп, 1998;
- Эхо Сихотэ-Алиня: Простые таежные истории. СПб, 1999;
- Арктика – дама серьезная. СПб, 2000;
- Квартирмейстер с «Ретвизана»: Исторический очерк. СПб, «Дума»,2004;
- Салават Юлаев на Северо-Западе (в соавторстве с С.Г. Макаровым). СПб, 2004;
- 14 000 километров по рекам России с востока на запад (в соавторстве с Л.А. Прахиной), СПб, «Дума», 2004);
- Забытые имена в отечественной военной медицине (в соавторстве с Г.И. Прохватиловым, В.Ф. Чернышом, Д.Ю. Мадаем), СПб, «Дума», 2004;
- Это было недавно…: Документальные этюды о жизни и службе советских военных культпросветработников в воспоминаниях  Евгения Гера. СПб, «Дума», 2005;
- Осторожно: Раевский! Похождения отставного старшины в святом граде Петра (в соавторстве с Б.А. Орловым, А.Ф. Пинчуком, В.С. Скворцовым, Н.С. Михиным, Н.Н. Бутенко). СПб, НП «Родные просторы», 2006;
- 14,000 Kilometers Across the Rivers of Russia from East to West. St. Petersburg, 2006;
- П.Ф. Федоров – основоположник отечественной военной стоматологии (совместно с Г.И. Прохватиловым, В.Ф. Чернышом), СПб, «Родные просторы», 2007;
- Арктика – дама серьезная. Дневники арктических экспедиций 1968, 1969, 1975 гг.: Полярная библиотека. СПб. ГНЦ РФ АА НИИ. 2008;
- Немеркнущий свет «Альтаира». Дневник арктической экспедиции 1972 г. : Полярная библиотека. СПб. ГНЦ РФ АА НИИ. 2008;
- Славянская натура: Золотое время капитан-лейтенанта Сашеньки Леонтьева. СПб. ГНЦ РФ АА НИИ. 2009;
- Эхо Сихотэ-Алиня: простые таежные истории. Второе издание, переработанное и дополненное. СПб, «Санкт-Петербург XXI век». 2011;
- Военная стоматология Российской империи. 1707-1917. «Санкт-Петербург XXI век». 2012;
- Трудное решение командора Руса Талмера. Санкт-Петербург. 2015;
- Г.С. Чепик (Соавторы: В.А. Петруничев, А.М. Богачёв, А.И. Умнов-Денисов) "Истоки! Куда же деваться славянам?". Второе издание, переработанное и дополненное. СПб. 2017.